# Liste des députés de Paris de 1958 à 1986
Cet article donne la liste des députés de Paris de 1958 à 1986, période entrant dans le cadre du découpage des circonscriptions électorales établi par l'ordonnance no 58-945 du 13 octobre 1958 relative à l'élection des députés à l'Assemblée nationale. Le nombre de députés pour la ville de Paris était fixé à 31, sur un total de 55 pour l'ensemble du département de la Seine dont la suppression au 1er janvier 1968 n'a pas modifié le nombre et la délimitation des circonscriptions de la capitale.
Cette composition des circonscriptions a été utilisée lors des sept premières législatures de la Cinquième République. Les circonscriptions ont été supprimées à l'occasion de l'élection des députés en 1986, par la loi du 10 juillet 1985, introduisant le principe de scrutin de liste à la représentation proportionnelle à la plus forte moyenne dans le cadre du département. Le nombre de députés a alors été ramené à 21, mais sur l'ensemble du département de Paris et non plus par circonscription. Ce principe n'a été utilisé que pour cette seule législature, le retour au découpage par circonscription ayant été adopté en 1988.

Découpage des circonscriptions électorales de Paris de 1958 à 1986.

## Première législature(9 décembre 1958 - 9 octobre 1962)

Résultats des élections législatives de 1958 à Paris.

| Circ. | Député                               | Parti | Parti | Suppléant(e)                            |
| ----- | ------------------------------------ | ----- | ----- | --------------------------------------- |
| 1re   | Jean Legaret                         |       | IPAS  | Yves Milhoud                            |
| 2e    | Michel Junot                         |       | IPAS  | Fred Magnus                             |
| 3e    | Jean-Marie Le Pen                    |       | IPAS  | Pierre-Émile Menuet                     |
| 4e    | Jean Albert-Sorel                    |       | IPAS  | Jacques Raffin                          |
| 5e    | Édouard Frédéric-Dupont              |       | IPAS  | François Denys-Cochin                   |
| 6e    | Jacques Féron                        |       | IPAS  | Pierre Grippon de La Motte              |
| 7e    | René Moatti Gabriel Kaspereit        |       | UNR   | Jacques Milloux (suppléant de R.Moatti) |
| 8e    | Jean-Charles Lepidi                  |       | UNR   | Jean Bidault                            |
| 9e    | André Fanton                         |       | UNR   | Michel Marquet                          |
| 10e   | Jacques Malleville                   |       | UNR   | René Ciblat                             |
| 11e   | Raphaël Touret                       |       | UNR   | Jacques Salvinien                       |
| 12e   | Pierre-Louis Bourgoin                |       | UNR   | André Planchet                          |
| 13e   | René Sanson                          |       | UNR   | Claude Avisse                           |
| 14e   | Jean-Baptiste Biaggi                 |       | UNR   | Pierre-Jean Maraval                     |
| 15e   | Julien Tardieu                       |       | IPAS  | Marcel Joffin                           |
| 16e   | Christian de La Malène Lucien Carbon |       | UNR   | Lucien Carbon                           |
| 17e   | Jean Baylot                          |       | IPAS  | François Abadie                         |
| 18e   | Jean-Robert Debray                   |       | IPAS  | Jacques Roullet                         |
| 19e   | Claude Roux                          |       | UNR   | Noël Le Guillou                         |
| 20e   | Michel Habib-Deloncle                |       | UNR   | Odette Launay                           |
| 21e   | Henri Karcher                        |       | UNR   | René Jouannet                           |
| 22e   | Pierre Ferri                         |       | IPAS  | Gaston Lemaire                          |
| 23e   | Guy Vaschetti                        |       | UNR   | Roger Postel                            |
| 24e   | François Missoffe Jean de Préaumont  |       | UNR   | Jean de Préaumont                       |
| 25e   | Jean Pécastaing Michel Sy            |       | IPAS  | Michel Sy                               |
| 26e   | Joël Le Tac                          |       | UNR   | André Lacaze                            |
| 27e   | Jean Bernasconi                      |       | UNR   | Henri Pozza                             |
| 28e   | Pierre Ruais                         |       | UNR   | Georges Voisin                          |
| 29e   | Georges Bourriquet Paul Bellec       |       | UNR   | Paul Bellec                             |
| 30e   | Roger Pinoteau                       |       | UNR   | Benoit Laneyrie                         |
| 31e   | Albert Marcenet                      |       | UNR   | Marc Saintout                           |

1. ↑  Les circonscriptions 32 à 55 concernent le département de la Seine hors de la ville de Paris.
2. ↑  à compter du 11 juin 1961, à la suite de la démission de René Moatti (élection partielle).
3. ↑  à compter du 25 septembre 1961, à la suite de la nomination au gouvernement de Christian de La Malène (suppléant).
4. ↑  à compter du 25 septembre 1961, à la suite de la nomination au gouvernement de François Missoffe (suppléant).
5. ↑   à compter du 10 juin 1960, à la suite du décès de Jean Pécastaing (suppléant).
6. ↑  à compter du 3 juin 1961, à la suite du décès de Georges Bourriquet (suppléant).

## Deuxième législature(6 décembre 1962 - 2 avril 1967)

Résultats des élections législatives de 1962 à Paris.
Droite

- UNR-UDT

| Circ. | Député                                                            | Parti | Parti   | Suppléant(e)            |
| ----- | ----------------------------------------------------------------- | ----- | ------- | ----------------------- |
| 1re   | Pierre-Charles Krieg                                              |       | UNR-UDT | Pierre-Émile Manteuil   |
| 2e    | Jean Sainteny Amédée Brousset                                     |       | UNR-UDT | Amédée Brousset         |
| 3e    | René Capitant                                                     |       | UNR-UDT | Roger Sauphar           |
| 4e    | Pierre Bas                                                        |       | UNR-UDT | François Collet         |
| 5e    | Jacques Mer                                                       |       | UNR-UDT | Michel Couvert-Castéra  |
| 6e    | Bernard Dupérier                                                  |       | UNR-UDT | Gilbert Heurley         |
| 7e    | Gabriel Kaspereit                                                 |       | UNR-UDT | Raymond Colibeau        |
| 8e    | Jean-Charles Lepidi                                               |       | UNR-UDT | Jacques Trotté          |
| 9e    | André Fanton                                                      |       | UNR-UDT | Michel Marquet          |
| 10e   | Jacques Malleville                                                |       | UNR-UDT | Michel Cauchard         |
| 11e   | Roger Frey Raphaël Touret Roger Frey Jean-Claude Servan-Schreiber |       | UNR-UDT | Aimée Batier            |
| 12e   | Pierre-Louis Bourgoin                                             |       | UNR-UDT | André Planchet          |
| 13e   | René Sanson                                                       |       | UNR-UDT | Lucien Pergeline        |
| 14e   | Hubert Germain                                                    |       | UNR-UDT | Michel Breuil           |
| 15e   | Michel de Grailly                                                 |       | UNR-UDT | Roger Briclot           |
| 16e   | Christian de La Malène                                            |       | UNR-UDT | Pierre Dangles          |
| 17e   | Jacques Marette Bernard Rocher                                    |       | UNR-UDT | Bernard Rocher          |
| 18e   | Nicole de Hautecloque                                             |       | UNR-UDT | Noël Le Guillou         |
| 19e   | Claude Roux                                                       |       | UNR-UDT | Colette Roux            |
| 20e   | Michel Habib-Deloncle Odette Launay                               |       | UNR-UDT | Odette Launay           |
| 21e   | Bernard Lepeu                                                     |       | UNR-UDT | Didier Delfour          |
| 22e   | Jacques Sanglier                                                  |       | UNR-UDT | Pierre Delphy           |
| 23e   | Jean de Préaumont                                                 |       | UNR-UDT | Pierre Chédor           |
| 24e   | François Missoffe Robert Trémollières                             |       | UNR-UDT | André Roulland          |
| 25e   | Alexandre Sanguinetti Dominique Wapler                            |       | UNR-UDT | Dominique Wapler        |
| 26e   | Joël Le Tac                                                       |       | UNR-UDT | Georgette Auburtin      |
| 27e   | Jean Bernasconi                                                   |       | UNR-UDT | Henri Pozza             |
| 28e   | Pierre Ruais                                                      |       | UNR-UDT | André Gaultier          |
| 29e   | André Rives-Henrÿs                                                |       | UNR-UDT | Jacqueline Bretton-Diaz |
| 30e   | Marc Saintout                                                     |       | UNR-UDT | Daniel Col              |
| 31e   | Albert Marcenet                                                   |       | UNR-UDT | Jean Auburtin           |

1. ↑  Les circonscriptions 32 à 55 concernent le département de la Seine hors de la ville de Paris.
2. ↑  à compter du 7 janvier 1963, à la suite de la nomination au gouvernement de Jean Sainteny (suppléant).
3. ↑  à compter du 7 janvier 1963, à la suite de la nomination au gouvernement de Roger Frey (suppléant).
4. ↑  à compter du 22 septembre 1965, à la suite du décès de Raphaël Touret (élection partielle).
5. ↑  à compter du 20 octobre 1965, Roger Frey étant toujours membre du gouvernement (suppléant).
6. ↑  à compter du 7 janvier 1963, à la suite de la nomination au gouvernement de Jacques Marette (suppléant).
7. ↑  à compter du 7 janvier 1963, à la suite de la nomination au gouvernement de Michel Habib-Deloncle (suppléant).
8. ↑  à compter du 7 janvier 1963, à la suite de la nomination au gouvernement de François Missoffe (suppléant).
9. ↑  à compter du 9 février 1966, à la suite de la nomination au gouvernement de Alexandre Sanguinetti (suppléant).

## Troisième législature(3 avril 1967 - 30 mai 1968)

Résultats des élections législatives de 1967 à Paris.Gauche
PCF
Centre
Droite

- PCF
- FGDS (CIR)

- PDM (CD)

- UD-Ve
- RI

| Circ. | Député                           | Parti | Parti      | Suppléant(e)               |
| ----- | -------------------------------- | ----- | ---------- | -------------------------- |
| 1re   | Pierre-Charles Krieg             |       | UD-Ve      | Pierre-Émile Manteuil      |
| 2e    | Jacques Dominati                 |       | RI         | Gérard Laborde             |
| 3e    | René Capitant                    |       | UD-Ve      | Jean Tibéri                |
| 4e    | Pierre Bas                       |       | UD-Ve      | Raymond Dohet              |
| 5e    | Édouard Frédéric-Dupont          |       | PDM        | Étienne Royer de Véricourt |
| 6e    | Raymond Bousquet                 |       | UD-Ve      | Michel de Laval            |
| 7e    | Gabriel Kaspereit                |       | UD-Ve      | Jean-Luc Laval             |
| 8e    | Jean-Charles Lepidi              |       | UD-Ve      | Claude-Gérard Marcus       |
| 9e    | André Fanton                     |       | UD-Ve      | Michel Marquet             |
| 10e   | Jacques Chambaz                  |       | PCF        | Maurice Berlemont          |
| 11e   | Roger Frey Aimée Batier          |       | UD-Ve      | Aimée Batier               |
| 12e   | Pierre-Louis Bourgoin            |       | UD-Ve      | André Planchet             |
| 13e   | Pierre Cot                       |       | UP-app.PCF | Andrée Delbos              |
| 14e   | Serge Boucheny                   |       | PCF        | André Voguet               |
| 15e   | Michel de Grailly                |       | UD-Ve      | Jacques Fragnon            |
| 16e   | Christian de La Malène           |       | UD-Ve      | Pierre Dangles             |
| 17e   | Jacques Marette                  |       | UD-Ve      | Bernard Rocher             |
| 18e   | Nicole de Hauteclocque           |       | UD-Ve      | Michel Missoffe            |
| 19e   | Claude Roux                      |       | UD-Ve      | André Barbazan             |
| 20e   | Michel Habib-Deloncle            |       | UD-Ve      | Odette Launay              |
| 21e   | Bernard Lepeu                    |       | UD-Ve      | Didier Delfour             |
| 22e   | Bernard Lafay                    |       | PDM        | Paul Faber                 |
| 23e   | Jean de Préaumont                |       | UD-Ve      | Pierre Chédor              |
| 24e   | François Missoffe André Roulland |       | UD-Ve      | André Roulland             |
| 25e   | Claude Estier                    |       | FGDS       | Victoria Man               |
| 26e   | Joël Le Tac                      |       | UD-Ve      | André Lacaze               |
| 27e   | Louis Baillot                    |       | PCF        | Jean Gajer                 |
| 28e   | Pierre Ruais                     |       | UD-Ve      | Bernard Dorin              |
| 29e   | Paul Laurent                     |       | PCF        | Micheline Mauborgne        |
| 30e   | Claire Vergnaud                  |       | PCF        | Michel Férignac            |
| 31e   | Lucien Villa                     |       | PCF        | Henri Malberg              |

1. ↑  à compter du 8 mai 1967, à la suite de la nomination au gouvernement de Roger Frey (suppléante).
2. ↑  à compter du 8 mai 1967, à la suite de la nomination au gouvernement de François Missoffe (suppléant).

## Quatrième législature(11 juillet 1968 -1eravril 1973)

Résultats des élections législatives de 1968 à Paris.Centre
Droite

- PDM (CD)

- UDR
- RI

| Circ. | Député                                     | Parti | Parti | Suppléant(e)                                         |
| ----- | ------------------------------------------ | ----- | ----- | ---------------------------------------------------- |
| 1re   | Pierre-Charles Krieg                       |       | UDR   | Robert Vollet                                        |
| 2e    | Jacques Dominati                           |       | RI    | Gérard Laborde                                       |
| 3e    | René Capitant Jean Tiberi                  |       | UDR   | Jean Tibéri                                          |
| 4e    | Pierre Bas                                 |       | UDR   | Raymond Dohet                                        |
| 5e    | Michel Caldaguès                           |       | UDR   | Michel Couvert-Castéra                               |
| 6e    | Maurice Couve de Murville Raymond Bousquet |       | UDR   | Raymond Bousquet                                     |
| 7e    | Gabriel Kaspereit Raymond Colibeau         |       | UDR   | Raymond Colibeau                                     |
| 8e    | Claude-Gérard Marcus                       |       | UDR   | Léon Cros                                            |
| 9e    | André Fanton Michel Marquet                |       | UDR   | Michel Marquet                                       |
| 10e   | Claude Martin                              |       | UDR   | Bernard Le Calloc'h                                  |
| 11e   | Roger Frey Charles Magaud                  |       | UDR   | Charles Magaud                                       |
| 12e   | Pierre-Louis Bourgoin Pierre de Bénouville |       | UDR   | Pierre-Louis Bourgoin (suppléant de P.de Bénouville) |
| 13e   | Henri Modiano                              |       | UDR   | Gaston Deyrieux                                      |
| 14e   | Hubert Germain Jean Turco                  |       | UDR   | Jean Turco                                           |
| 15e   | Michel de Grailly                          |       | UDR   | Jacques Fragnon                                      |
| 16e   | Christian de La Malène                     |       | UDR   | Pierre Dangles                                       |
| 17e   | Jacques Marette                            |       | UDR   | Bernard Rocher                                       |
| 18e   | Nicole de Hauteclocque                     |       | UDR   | Jean Chérioux                                        |
| 19e   | Claude Roux                                |       | UDR   | André Barbazan                                       |
| 20e   | Michel Habib-Deloncle                      |       | UDR   | Odette Launay                                        |
| 21e   | Paul Stehlin                               |       | PDM   | Gilbert Gantier                                      |
| 22e   | Bernard Lafay Jacques Sanglier             |       | UDR   | Jacques Sanglier                                     |
| 23e   | Jean de Préaumont                          |       | UDR   | Pierre Chédor                                        |
| 24e   | François Missoffe                          |       | UDR   | Michel Missoffe                                      |
| 25e   | Louis Vallon                               |       | UDR   | Roger Sauphar                                        |
| 26e   | Joël Le Tac                                |       | UDR   | André Lacaze                                         |
| 27e   | Jean Bernasconi                            |       | UDR   | Claude Krief                                         |
| 28e   | Pierre Ruais                               |       | UDR   | Charles Dedulle                                      |
| 29e   | André Rives-Henrÿs                         |       | UDR   | Jean Huret                                           |
| 30e   | Roland Carter                              |       | UDR   | Charles Paccagnini                                   |
| 31e   | Albert Marcenet                            |       | UDR   | Jacques Morvan                                       |

1. ↑  à compter du 13 août 1968, à la suite de la nomination au gouvernement de René Capitant (suppléant).
2. ↑  à compter du 11 août 1968, à la suite de la nomination comme Premier ministre de Maurice Couve de Murville (suppléant).
3. ↑  à compter du 23 juillet 1969, à la suite de la nomination au gouvernement de Gabriel Kaspereit (suppléant).
4. ↑  à compter du 23 juillet 1969, à la suite de la nomination au gouvernement d'André Fanton (suppléant).
5. ↑  à compter du 13 août 1968, à la suite de la nomination au gouvernement de Roger Frey (suppléant).
6. ↑   à compter du 15 juin 1970, à la suite de la démission de Pierre-Louis Bourgoin (élection partielle).
7. ↑  à compter du 7 août 1972, à la suite de la nomination au gouvernement d'Hubert Germain (suppléant).
8. ↑  à compter du 23 juillet 1969, à la suite de la nomination au gouvernement de Bernard Lafay (suppléant).
9. ↑  démissionnaire le 16 mai 1972.

## Cinquième législature(2 avril 1973 - 2 avril 1978)

Résultats des élections législatives de 1973 à Paris.Gauche
PCF
Centre
Droite

- PCF

- MR (CD)

- UDR
- RI
- CDP

| Circ. | Député                    | Parti | Parti   | Suppléant(e)                  |
| ----- | ------------------------- | ----- | ------- | ----------------------------- |
| 1re   | Pierre-Charles Krieg      |       | UDR     | Alain Parayre                 |
| 2e    | Jacques Dominati          |       | RI      | Gérard Laborde décédé en 1974 |
| 3e    | Jean Tiberi               |       | UDR     | Monique Tisné                 |
| 3e    | Monique Tisné             |       | UDR     |                               |
| 4e    | Pierre Bas                |       | UDR     | Raymond Dohet                 |
| 5e    | Édouard Frédéric-Dupont   |       | RI      | Henri-Dominique Magnin        |
| 6e    | Maurice Couve de Murville |       | UDR     | Marcel Normand (RI)           |
| 7e    | Gabriel Kaspereit         |       | UDR     | Raymond Colibeau              |
| 8e    | Claude-Gérard Marcus      |       | UDR     | Léon Cros                     |
| 9e    | André Fanton              |       | UDR     | Michel Marquet                |
| 10e   | Jacques Chambaz           |       | PCF     | Maurice Berlemont             |
| 11e   | Roger Frey                |       | UDR     | Charles Magaud                |
| 11e   | Charles Magaud            |       | UDR     |                               |
| 12e   | Pierre de Bénouville      |       | RI      | André Planchet                |
| 13e   | Gisèle Moreau             |       | PCF     | André Voguet                  |
| 14e   | Hubert Germain            |       | UDR     | Jean Turco                    |
| 14e   | Jean Turco                |       | UDR     |                               |
| 15e   | Eugène Claudius-Petit     |       | CDP     | Lionel Assouad                |
| 16e   | Christian de La Malène    |       | UDR     | Pierre Dangles                |
| 17e   | Jacques Marette           |       | UDR     | Bernard Rocher                |
| 18e   | Nicole de Hauteclocque    |       | UDR     | Jean Chérioux                 |
| 19e   | Claude Roux               |       | UDR     |                               |
| 20e   | Georges Mesmin            |       | MR (CD) |                               |
| 21e   | Paul Stehlin              |       | MR (CD) |                               |
| 21e   | Gilbert Gantier           |       | RI      | Michel Elbel                  |
| 22e   | Bernard Lafay             |       | UDR     | Jacques Sanglier              |
| 23e   | Jean de Préaumont         |       | UDR     | Pierre Chédor                 |
| 24e   | François Missoffe         |       | UDR     | Hélène Missoffe               |
| 24e   | Hélène Missoffe,          |       | UDR     |                               |
| 25e   | Roger Chinaud             |       | RI      | Régine Blaess-Varon           |
| 26e   | Joël Le Tac               |       | UDR     | Andrée Martin (CDP)           |
| 27e   | Louis Baillot             |       | PCF     | Andrée Lefrère-Grunn          |
| 28e   | Henri Fiszbin             |       | PCF     | André Sibaud                  |
| 29e   | Paul Laurent              |       | PCF     | Michèle Camous                |
| 30e   | Daniel Dalbera            |       | PCF     | Michel Férignac               |
| 31e   | Lucien Villa              |       | PCF     | Jacques Risse                 |

1. ↑  nommé au gouvernement le 1er mai 1977, non remplacé.
2. ↑  à compter du 13 février 1976, à la suite de la nomination au gouvernement de Jean Tiberi (suppléante).
3. ↑  à compter du 5 mars 1974, à la suite de la nomination au Conseil constitutionnel de Roger Frey (suppléant).
4. ↑  à compter du 6 mai 1973, à la suite de la nomination au gouvernement d'Hubert Germain (suppléant).
5. ↑  élu sénateur le 6 octobre 1977.
6. ↑  à compter du 23 juin 1975, à la suite du décès de Paul Stehlin (suppléant).
7. ↑  décédé le 13 février 1977, non remplacé.
8. ↑  à compter du 26 juillet 1974, à la suite de la prolongation de la mission de François Missoffe (suppléante).
9. ↑  nommée au gouvernement le 1er mai 1977, non remplacée.

## Sixième législature(3 avril 1978 - 22 mai 1981)
- PCF
- PS

Résultats des élections législatives de 1978 à Paris.Gauche
PCF
PS
Droite
RPR
UDF
CNIP

| Circ. | Député                    | Parti | Parti     | Suppléant(e)               |
| ----- | ------------------------- | ----- | --------- | -------------------------- |
| 1re   | Pierre-Charles Krieg      |       | RPR       | Alban Parayre              |
| 2e    | Jacques Dominati          |       | UDF (PR)  | Abel Thomas                |
| 2e    | Abel Thomas               |       | UDF       |                            |
| 3e    | Jean Tiberi               |       | RPR       | Monique Tisné              |
| 4e    | Pierre Bas                |       | RPR       | Yves Repiquet              |
| 5e    | Édouard Frédéric-Dupont   |       | app. UDF  | Henri-Dominique Magnin     |
| 6e    | Maurice Couve de Murville |       | RPR       | Marcel Normand (UDF)       |
| 7e    | Gabriel Kaspereit         |       | RPR       | Raymond Colibeau           |
| 8e    | Claude-Gérard Marcus      |       | RPR       | Léon Cros                  |
| 9e    | Alain Devaquet            |       | RPR       | Jean-Louis Martin          |
| 10e   | Claude Martin             |       | RPR       | Jacques Bonnafoux          |
| 11e   | Paul Pernin               |       | UDF (CDS) | Dominique Palluault        |
| 12e   | Pierre de Bénouville      |       | app. RPR  | André Planchet             |
| 13e   | Gisèle Moreau             |       | PCF       | Edgard Cohen-Skalli        |
| 14e   | Paul Quilès               |       | PS        | Marie-Thérèse Mathieu      |
| 15e   | Yves Lancien              |       | RPR       | Marguerite Fialon-Coutard  |
| 16e   | Christian de La Malène    |       | RPR       | Pierre Dangles             |
| 16e   | Edwige Avice              |       | PS        | Roger Rouquette            |
| 17e   | Jacques Marette           |       | RPR       | Bernard Rocher             |
| 18e   | Nicole de Hauteclocque    |       | RPR       | Jacques Toubon             |
| 19e   | Claude Roux               |       | RPR       | Colette Roux               |
| 20e   | Georges Mesmin            |       | UDF (CDS) | Guy Flesselles             |
| 21e   | Gilbert Gantier           |       | UDF (PR)  | Marguerite Mercadé-Pilliet |
| 22e   | Maurice Druon             |       | RPR       | Philippe Lafay             |
| 23e   | Jean de Préaumont         |       | RPR       | Pierre Chédor              |
| 24e   | Hélène Missoffe           |       | RPR       | Jean-Marc Casso            |
| 25e   | Roger Chinaud             |       | UDF (PR)  | Jean-Marie Tétart          |
| 26e   | Joël Le Tac               |       | RPR       | Claude-André Debrion       |
| 27e   | Jean-Pierre Pierre-Bloch  |       | UDF (Rad) | Jean Fournier-Sicre        |
| 28e   | Jacques Féron             |       | CNIP      | Régis Bugault              |
| 29e   | Paul Laurent              |       | PCF       | Dominique Doublet          |
| 30e   | Didier Bariani            |       | UDF (Rad) | Jean-Louis Bergeal         |
| 31e   | Lucien Villa              |       | PCF       | Nadine Bourdin             |

1. ↑  à compter du 7 mai 1978, à la suite de la nomination au gouvernement de Jacques Dominati (suppléant).
2. ↑  à compter du 1er octobre 1978, à la suite de l'invalidation par le Conseil constitutionnel de l'élection de Christian de La Malène.

## Septième législature(2 juillet 1981 -1eravril 1986)
- PS
- FRP

Résultats des élections législatives de 1981 à Paris.Gauche
PS
FRP
Droite
RPR
UDF
CNIP

| Circ. | Député                             | Parti | Parti     | Suppléant(e)                 |
| ----- | ---------------------------------- | ----- | --------- | ---------------------------- |
| 1re   | Pierre-Charles Krieg               |       | RPR       | Lucien Finel (UDF)           |
| 2e    | Pierre Dabezies                    |       | FRP       | Pierre Schapira (PS)         |
| 2e    | Jacques Dominati                   |       | UDF (PR)  | Jacques Bidel                |
| 3e    | Jean Tiberi                        |       | RPR       | Monique Tisné                |
| 4e    | Pierre Bas                         |       | RPR       | Yves Repiquet                |
| 5e    | Édouard Frédéric-Dupont            |       | CNIP      | Henri-Dominique Magnin (UDF) |
| 6e    | Maurice Couve de Murville          |       | RPR       | Nicolas d'Andoque            |
| 7e    | Gabriel Kaspereit                  |       | RPR       | Raymond Colibeau             |
| 8e    | Claude-Gérard Marcus               |       | RPR       | Claude Challal               |
| 9e    | Georges Sarre                      |       | PS        | Jean Bécam                   |
| 10e   | Ghislaine Toutain                  |       | PS        | Jean-Claude Prigent          |
| 11e   | Paul Pernin                        |       | UDF (CDS) | Michel de Guillenchmidt      |
| 12e   | Pierre de Bénouville               |       | RPR       | Lucien Vidal                 |
| 13e   | Nicole Questiaux Louis Moulinet    |       | PS        | Louis Moulinet               |
| 14e   | Paul Quilès Serge Blisko           |       | PS        | Serge Blisko                 |
| 15e   | Yves Lancien                       |       | RPR       | Michel Pelège (UDF)          |
| 16e   | Edwige Avice Roger Rouquette       |       | PS        | Roger Rouquette              |
| 17e   | Jacques Marette Bernard Rocher     |       | RPR       | Bernard Rocher               |
| 18e   | Nicole de Hauteclocque             |       | RPR       | Jacques Game                 |
| 19e   | Jacques Toubon                     |       | RPR       | Alain Destrem (UDF)          |
| 20e   | Georges Mesmin                     |       | UDF (CDS) | Guy Flesselles               |
| 21e   | Gilbert Gantier                    |       | UDF (PR)  | Marguerite Mercadé-Pilliet   |
| 22e   | Bernard Pons                       |       | RPR       | Pierre Rémond                |
| 23e   | Jean de Préaumont                  |       | RPR       | Pierre Chédor                |
| 24e   | Hélène Missoffe                    |       | RPR       | Jean-Marc Casso              |
| 25e   | Claude Estier                      |       | PS        | Yvette Davant                |
| 26e   | Bertrand Delanoë                   |       | PS        | Alain Davezac                |
| 27e   | Lionel Jospin                      |       | PS        | Daniel Vaillant              |
| 28e   | Manuel Escutia Françoise Gastebois |       | PS        | Françoise Gastebois          |
| 29e   | Alain Billon                       |       | PS        | Janine Parent                |
| 30e   | Michel Charzat                     |       | PS        | Jean Brocas                  |
| 31e   | Jean-Paul Planchou                 |       | PS        | Claude Quivrin               |

1. ↑  jusqu'au 3 décembre 1981
2. ↑  à compter du 17 janvier 1982, à la suite de l'annulation de l'élection de Pierre Dabezies par le Conseil constitutionnel.
3. ↑  réélu le 17 janvier 1982 à la suite de l'annulation de son élection par le Conseil constitutionnel.
4. ↑  à compter du 24 juillet 1981, à la suite de la nomination au gouvernement de Nicole Questiaux (suppléant).
5. ↑  à compter du 5 novembre 1983, à la suite de la nomination au gouvernement de Paul Quilès (suppléant).
6. ↑  à compter du 24 juillet 1981, à la suite de la nomination au gouvernement d'Edwige Avice (suppléant).
7. ↑  à compter du 26 avril 1984, à la suite du décès de Jacques Marette (suppléant).
8. ↑  à compter du 27 février 1986, en raison de la prolongation de la mission de Manuel Escutia (suppléante).